# 吉田書簡
吉田書簡（よしだしょかん）とは、内閣総理大臣兼外務大臣吉田茂の名義で出された書簡のことである。
主なものとしては、1951年にアメリカ合衆国特使のJ.ダレスに宛てた第一次吉田書簡と、1964年に中華民国総統府秘書長の張群に送った第二次吉田書簡とがあり、特に台湾問題をめぐる日本国の外交に影響を与えた。この他に国連軍の裁判権について駐日アメリカ大使のロバート・ダニエル・マーフィーに送った国連軍の裁判権をめぐる吉田書簡がある。

## 第一次吉田書簡

### 概要
日本国政府が平和条約を結ぶ相手先として中華民国（台湾）を選び、中華人民共和国とは2国間条約を結ぶ意志のないことを言明した文書である。内閣総理大臣と外務大臣を兼務する吉田茂がアメリカのJ.ダレス特使へ宛てた1951年12月24日付の書簡という体裁が取られた。この内容は、米上院外交委員会における対日講和条約の審議開始にあわせて、翌1952年1月15日（日本時間16日正午）に公表された。

### 経過
1951年9月、サンフランシスコ講和会議において各国による日本国との平和条約への調印が行われたが、中華民国・中華人民共和国のいずれもこの会議には招待されておらず、日中の国交回復はなされなかった。同年8月のダレス・モリソン（w:Herbert Morrison）の会談により、講和交渉の相手先として北京政府と国民政府のいずれを中国正統政府に選ぶかについては日本政府の判断にゆだねられていた。なお、日本政府は「中華民国政府の同意」を得て、1951年11月17日に連絡事務所級の在台湾日本政府在外事務所を台湾に開設している。
しかし、吉田が大陸・台湾と等距離外交を行うと受け取れる発言をしたことで、朝鮮戦争の発生から国民政府支持の旗幟を鮮明にして反共の風潮が強かった当時のアメリカでは、日本の外交姿勢に対する懸念が強まっていた。
12月に訪日したダレスは日本が中華民国選択を明確にしなければ対日講和条約の批准が議会で行われないと吉田を説得した。吉田としても、積極的な国民政府への承認には国内からの反発が予想されるうえに中ソ分断を企図するイギリスからの反対もあったことから、アメリカから強要された格好をとったほうが寧ろ都合がよく、ダレスが提示したメモをもとに書簡が作成された。
1952年1月18日、中華民国の葉公超外交部長が木村四郎七在外事務所長を招き、吉田書簡を評価したうえで対日交渉の用意がある旨を公表した。
この方針のもとで、同年4月に日本国と中華民国との間の平和条約（日華平和条約）が調印され、中華民国政府を中国の正統政府であるとする日本の対中国外交が1972年の「日中国交正常化」にいたるまで規定された。
なお、書簡では「1950年モスコーにおいて締結された中ソ友好同盟および相互援助条約は実際上日本に向けられた軍事同盟であります。事実、中国の共産政権は、日本の憲法制度および現在の政府を武力をもって転覆せんとの日本共産党の企図を支援しつつあると信ずるべき理由が多分にあります」と北京政府批判の記載が盛り込まれていた。これに対して北京政府は書簡が公表された一週間後の1952年1月23日に声明を発表し、書簡は「日米が結びついて中国人民と中国領土に対して再び侵略戦争を準備していることの動かしがたい証拠」であると批難した。
一方、中ソ対立を予見していた吉田は首相引退後に「中共政権はソ連と密接に握手しているが如く見えるけれど、中国民族は本質的にはソ連人と相容れざるものがある。文明を異にし、国民性を異にし、政情をも亦異にしている中ソ両国は、遂に相容れざるに至るべしと私は考えており、従って中共政権との間柄を決定的に悪化させることを欲しなかった」と述べている。また首相在任中も、北京政府の要人で中国紅十字会会長である、李徳全（馮玉祥の妻）の来日及び日本の政財界との接触を黙認するなど、吉田はアメリカの批判をかわしながら柔軟に対応していた。

## 第二次吉田書簡

### 概要
1964年、前年に政界を引退した吉田が緊張状態にあった台湾側と折衝し、その中で文書が取り交わされた。日本国政府は、吉田は政府の役職についていない私人であるため書簡は私信であるものの道義的には拘束されるものとして取り扱った。これにより、日台関係は暫定的に修復されることとなったが、他方では田中角栄内閣による日中国交回復に至るまで大陸への投資に事実上の制限がかかることとなった。

### 経緯
1962年9月19日、「共産圏貿易の拡大」を掲げる池田勇人政権から派遣された自民党の長老・松村謙三が周恩来首相と会談し、「積み上げ方式」による北京政府との関係正常化の合意が成立した。続く11月9日、高碕達之助と廖承志が「日中長期総合貿易に関する覚書」を締結。これにより正式な国交がないままに両国間の半官半民的な貿易が始まり、覚書を結んだ両名のイニシャルに因んでLT貿易と呼ばれた。
翌1963年8月26日、池田首相は倉敷レーヨン（現・クラレ）がかねてから申請していた大陸向けプラント輸出第1号となるビニロン・プラントを承認し、このプロジェクトへの日本輸出入銀行（輸銀、現・国際協力銀行）融資も閣議決定された。これを北京政府に対する経済援助とみなす国民政府は強行に抗議していたが、自民党の親台派議員らも台湾への別途経済援助を提案するのみで及び腰であり、プラント建設の阻止に失敗した格好であった。これに対する抗議として、国民政府は張厲生駐日大使を離日させた。
更に同年10月、油圧化機械見本市のために大陸から来日中であった視察団の通訳、周鴻慶が駐日ソ連大使館に駆け込んで亡命申請する事件が発生した（周鴻慶事件）。日本国政府は、国民政府の抗議にもかかわらず最終的に周を大陸へ強制送還した。国民政府はこれを外交問題として取り上げ、翌1964年1月に代理大使以下駐日大使館職員を召還するとともに、経済的報復措置として日本からの政府買付停止に踏み切った。
1963年12月、中国国民党幹部の張伯謹・陳建中らと会見した吉田は断絶寸前の日台関係の回復に自ら乗り出す意思を表明した。池田首相は吉田と師弟関係にあったが、特使などの名義は与えずに吉田の訪台を個人の活動に留めたい意向であり、日本側は吉田をあくまで政府と関わりのない私人として派遣することを希望した。これに対して台湾側では受け入れの是非を巡って紛糾したが、フランスを始めとするヨーロッパ諸国が中華人民共和国を承認する動きを見せるなどの国際情勢を受けて、承諾した。1964年2月23日に池田首相からの親書を携えて台湾に渡った吉田は、27日まで中華民国総統の蔣介石らと台湾で会談を重ね、自由主義陣営として両国が協力して反共政策を採ること・二つの中国論に反対すること・日本は大陸との貿易は民間貿易に限り、日本国政府の政策として大陸に対する経済援助に支持を与えるようなことは厳に慎むこと、などで合意した。

### 複数の"吉田書簡"
3月4日、張群秘書長が吉田・蔣の会談記録と「中共対策要綱」を吉田に送り確認を求めた。これに対し吉田は、会談記録中の"インド"を"インドネシア"に修正する依頼とその他の点において誤りがない旨を4月4日付けの書簡で返答した。台湾側はこれを"吉田書簡"と呼称し、吉田が池田首相の了承を得た証拠としている。
3月からビニロン・プラントを巡って日台の事務レベルでの折衝が行われた。吉田も3月10日付けで張秘書長に書簡を送り、日本国政府はビニロン・プラント輸出について当面許可しない方針であり、この問題については大平正芳外相が訪台し両国関係が正常化した後に十分話し合いたい・中華民国の新駐日大使派遣を求める、などの旨を伝えた。
しかしその後台湾側の姿勢は再び硬化し、張秘書長が4月10日に吉田に対し「日本国政府が政府銀行を経由し（ビニロン・プラントに）クレジットを与えない、また今後対大陸民間貿易に政府は介入しない方針を守ることを保証するよう、池田総理に再度相談して欲しい」と要望が出された。これに対し吉田は、池田は大陸向けプラント輸出に関する金融を純粋な民間ベースで進めたい意向である・本年中にはビニロン・プラント輸出を認める考えはない、との5月10日付書簡を張秘書長に出した。これを受けて魏道明が新台湾大使として日本に派遣された。

### その後
池田内閣の後継である佐藤栄作内閣は、この"第二次吉田書簡"に沿う形で輸銀融資の対中プラント輸出を凍結した。これにより日台関係は修復されたが、外交機関でない私人が外交問題に干渉していることや対中国承認問題への曖昧な態度と合わせて日本国政府は国内外の非難を被ることとなった。日本からの中国向け貨物船輸出やビニロン・プラントの輸出契約の破棄を行った中国政府は、書簡の放棄を要求し、大型プラントの成約も中断された。
吉田書簡は日本の外交に大きな影響を及ぼしたものの、政府が関与しない私信として扱われて非公開とされた。野党は強くその開示を求めたが、外務大臣の椎名悦三郎は答弁で追及をかわした。佐藤政権からの吉田書簡についての説明は時を追って変化していったが、結局1972年に至るまで対中国貿易への輸銀融資は許可されず、北京政府側からの破棄要求にも応じなかった。
1972年9月の日中国交回復とともに吉田書簡の効力は消滅したとされる。

## その他の吉田書簡

### 国連軍の裁判権をめぐる吉田書簡
朝鮮戦争中の1952年5月31日、当時首相であった吉田が、国連軍の構成員等の刑事事件についての機密文書をロバート・ダニエル・マーフィー駐日アメリカ大使に宛てて送った。内容としては、国連軍の軍人・軍属・家族が逮捕された場合には、原則としてその身柄を所属国へ引き渡し、日本は刑事裁判権を事実上放棄するというものであった。「国連軍の裁判権をめぐる吉田書簡」と呼ばれる。
なお、1954年には「日本国における国際連合の軍隊の地位に関する協定」（国連軍地位協定）が締結され、日本に駐留する国連軍の軍人・軍属・家族による刑事事件については北大西洋条約機構(NATO)の地位協定並みに日本側の優先的裁判権を容認することとされたが、我部政明による機密解除英公文書調査では、イギリス連邦の4カ国（イギリス・オーストラリア・ニュージーランド）に対し、在日米軍将兵らと同様、重要な事件以外においては日本は裁判権を行使しないとする密約があったとされる。